# Благинина, Елена Александровна
Еле́на Алекса́ндровна Благи́нина (27 мая 1903, Яковлево, Орловский уезд, Орловская губерния — 24 апреля 1989, Москва, СССР) — русская советская поэтесса и переводчик, мемуарист, член Союза писателей СССР.

## Биография
Родилась 14 (27) мая 1903 год в селе Яковлево (ныне Свердловский район Орловской области) в семье багажного кассира. В 1913—1922 годах училась в Курской Мариинской гимназии и в Курском пединституте. В 1923 году она уехала в Москву. Публиковала стихи с 1921 года. Первым опубликованным стихотворением Елены Благининой был стих «Девочка с картинкой». В 1925 году окончила ВЛХИ имени В. Я. Брюсова в Москве. Несколько лет работала в экспедиции газеты «Известия». Член СП СССР с 1938 года. Муж — поэт Георгий Николаевич Оболдуев, в 1933 году был арестован за антисоветскую пропаганду и осуждён на 3 года ссылки. Елена Благинина написала о нём воспоминания.
В 1940-е годы Елена Благинина становится одним из ведущих детских писателей в СССР. В 1942 году на студии «Союзмультфильм» вышел мультфильм «Лиса, заяц и петух» по сценарию Елены Благининой.
В 1946 году вышло несколько радиопередач для детей по сценариям Елены Александровны.
В 1950-е, когда началась травля поэта Бориса Пастернака, поддержала его, а впоследствии и изгнанную из Союза писателей писательницу Лидию Чуковскую.
В 1969 году вышла грампластинка журнала «Колобок» с записью голоса Елены Благининой, где писательница прочла свои стихи.
Елена Благинина умерла 24 апреля 1989 года в Москве. Похоронена рядом с мужем на Кобяковском кладбище (Голицыно, Одинцовский район, Московская область) — там находился писательский дом творчества.
27 декабря 2018 года решением Свердловского районного Совета народных депутатов по инициативе Орловской областной организации Союза писателей России была учреждена Ежегодная открытая литературная премия имени Елены Благининой.

## Творчество
Литературный профессионализм и высокое мастерство поэзии Елены Благининой основываются на развитии классических традиций русской поэзии и устного народного творчества. С 1933 года Елена Благинина постоянный автор, позже редактор детских журналов «Мурзилка» и «Затейник». В 1936 году вышли её первые книги для детей — «Осень» и «Садко». Также писала взрослые стихи, большинство из которых были напечатаны только после смерти автора и распада СССР. Книги стихов, сказок и переводов Благининой (более 40) всегда пользовались признанием. Писатель Корней Чуковский называл стихи Благининой «чистым золотом» поэзии.
Благинина также переводила детскую поэзию (в частности, Л. М. Квитко), Т. Г. Шевченко, Ю. Тувима, сказки М. Конопницкой — с 1938 года больше 30 книг. С началом Великой Отечественной войны в творчестве Благининой появляется военная тематика, которую писательница продолжила и в послевоенные годы, как дань благодарности и в память о погибших на войне.
Одно из самых известных стихотворений, написанное Еленой Александровной:
Мама спит, она устала…

Ну и я играть не стала!

Я волчка не завожу,

А уселась и сижу...

## Основные произведения[11]
- «Осень» (сборник стихов), 1936 год
- «Садко» (поэма), 1936 год
- «Вот какая мама!» (сборник стихов), 1939 год
- «Алёнушка» (маленькая поэма), 1940 год
- «Посидим в тишине» (сборник стихов), 1940 год
- «Мишка-шалунишка» (сборник стихов), 1941 год
- «Одинокие печки» (стихотворение), после 1941 года
- «Радуга» (сборник стихов), 1948 год
- «Огонёк» (сборник стихов), 1949 год
- «Не мешайте мне трудиться» (сборник стихов), 1959 год
- «Окна в сад» — лирические циклы (стихи для взрослых), 1966 год
- «Гори-гори ясно!» (сборник стихов), 1971 год
- «Травушка-муравушка» (сборник стихов), 1971 год
- «Журавушка» (сборник стихов), 1973 год
- «Складень» — лирические циклы (стихи для взрослых), 1973 год
- «Чудесные часы» (стихи и сказки, переложение шварцвальдских сюжетов), 1976 год
- «Люблю мучителя своего все неистовее» (роман), впервые опубликован в 1997 году

## Награды
- Два ордена «Знак Почёта» (в том числе 31.01.1939)
- Медаль «За доблестный труд в Великой Отечественной войне 1941—1945 гг.»
- Медаль «В ознаменование 100-летия со дня рождения Владимира Ильича Ленина»

## Память
- 2005 — установлена мемориальная доска Благининой Е. А. в городе Орле
- 2005 — имя Елены Благининой носит Центральная детская библиотека Свердловского района города Орла
- 2018 — учреждена Ежегодная открытая литературная премия имени Елены Благининой

Именем Елены Благининой также названы улицы в г. Орле и посёлке Змиевка Свердловского района, школа в её родном селе Яковлево.
По пьесам Елены Благининой также ставятся спектакли, один из которых является дипломантом международных фестивалей в Молдове, Польше, Украине и который проходил в следующих театрах:
- Ивановский театр кукол
- Дагестанский театр кукол
- Теремок (театр кукол, Саратов)
- Крымский академический театр кукол
- Магаданский областной театр кукол
- Томский областной театр куклы и актёра «Скоморох»

и других театрах.